# 女拳霸
《致命巧克力》是一套泰國武術影片，由知名《拳霸》的導演柏治也·平寇（Prachya Pinkaew）製作，風格一致，拍攝時使用泰拳真功夫，因此大量演員受傷。主角是泰國女演員琴嘉，和日本男演員阿部寬。

## 劇情概要
自闭症少女雪（Sen，琴嘉饰）自小与母亲珊本（Sin）相依为命。珊本為泰國黑幫頭目八哥的手下，因与日本黑帮头目岸本（Masashi，阿部宽饰）相恋，两人被泰国黑道中人视为眼中钉，誓要除之而后快。岸本为保性命，不得已回归日本。珊本母女四处逃避，却依然难逃黑帮魔掌。

## 演员
| 演员                   | 角色    |
| ---------------------- | ------- |
| 琴嘉                   | Sen     |
| 阿部寬                 | Masashi |
| Ammara Siripong        | Sin     |
| Pongpat Wachirabunjong | No. 8   |

## 幕后花絮
Yanin Vismitananda， 从小经常生病而且有哮喘，后来母亲让她去学习跆拳道，练了之后，身体一直很好。泰国《拳霸》导演几年前就想找她拍电影，为了这个电影她也练习了很久。影片依然延续《拳霸》风格，不用替身，不用特技。在电影片尾，有花絮可以让观众了解到当时的拍摄情况。

## 外部連結
- 互联网电影数据库（IMDb）上《Chocolate》的资料（英文）（英文）
- 電影《女拳霸》官方網址（页面存档备份，存于）（泰文）
- 電影《女拳霸》雅虎網（繁體中文）
- 【致命巧克力】電影官方影音部落格（页面存档备份，存于）（繁體中文）